# Danchi
Danchi (団地, pronuncia-se "danti". "団" (dan) significa grupo e "地" (chi) local) é o termo em japonês utilizado para denominar áreas ou regiões urbanas projetadas para um objetivo específico que pode ser residencial, industrial ou comercial. A construção de danchi visa otimizar a infraestrutura e o fluxo de mercadorias, concentrando as construções necessárias para uma determinada finalidade em um local.

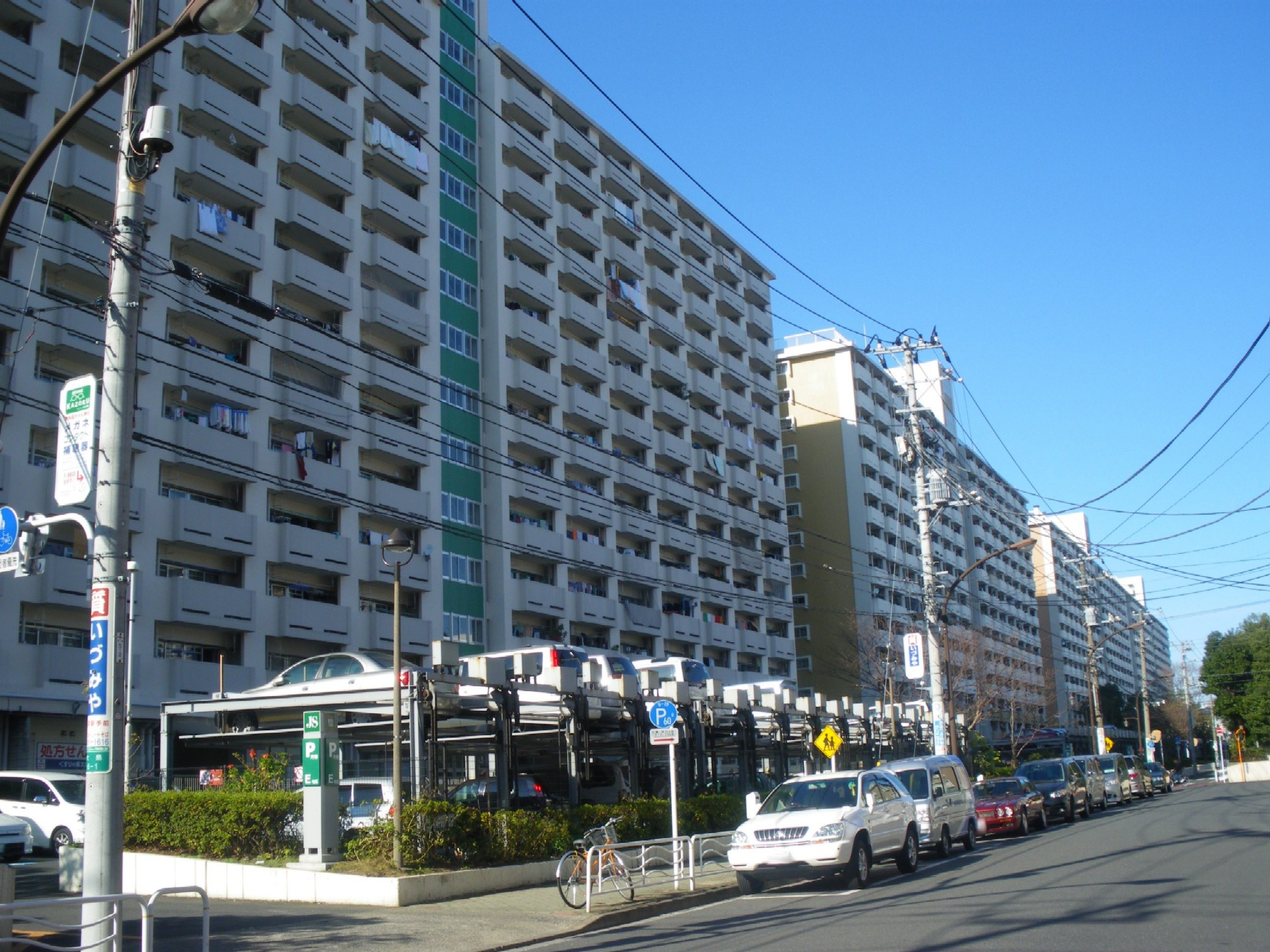
Danchi no bairro de Kōtō em Tokyo

Em sentido restrito, a palavra danchi costuma referir-se a jyutaku danchi (住宅団地, jyūtaku danchi, pronuncia-se "diutacu danti". Lit. danchi residencial) que é uma espécie de complexo residencial.

Em sentido amplo, o termo é utilizado para denominar conjuntos de diversas atividades econômicas, normalmente precedidas de um termo especificando a sua finalidade, como por exemplo os parques industrias chamados de kogyo danchi (工業団地, kōgyō danchi, lit. danchi industrial).